# Armiñón
Armiñón (baskisch Armiñon) ist ein Ort und eine 247 Einwohner (Stand: 2024) zählende nordspanische Gemeinde im Süden der Provinz Álava im Baskenland. Der Ort liegt an einer von San Sebastian kommenden Nebenstrecke des Jakobswegs (Camino Francés).

## Lage und Klima
Der Ort Armiñón liegt auf dem Ostufer des Río Zadorra in einer Höhe von ca. 475 m. Die Provinzhauptstadt Vitoria-Gasteiz liegt etwa 30 km (Fahrtstrecke) nordöstlich; die in Kastilien gelegene Stadt Miranda de Ebro befindet sich nur knapp 12 km südwestlich. Das Klima ist gemäßigt bis warm; Regen (ca. 750 mm/Jahr) fällt übers Jahr verteilt.

## Bevölkerungsentwicklung
| Jahr      | 1857 | 1900 | 1950 | 2000 | 2017 |
| Einwohner | 617  | 374  | 347  | 146  | 239  |

Infolge der durch die Mechanisierung der Landwirtschaft und der Aufgabe bäuerlicher Kleinbetriebe ausgelösten Landflucht sank die Bevölkerungszahl seit dem Ende des 19. Jahrhunderts kontinuierlich immer weiter ab. Zur Gemeinde gehören auch das Dorf (aldea) Estavillo und der Weiler (pedanía) Lacorzana.

## Wirtschaft
Die Bewohner der Gemeinde lebten jahrhundertelang als Selbstversorger von der Landwirtschaft, bei der die Viehzucht eine wesentliche Rolle spielte. Allmählich bildeten sich auch Handwerk, Handel und kleinere Dienstleistungsbetriebe heraus. Heute gibt es Gewerbeansiedlungen vor den Toren des Ortes.

## Geschichte

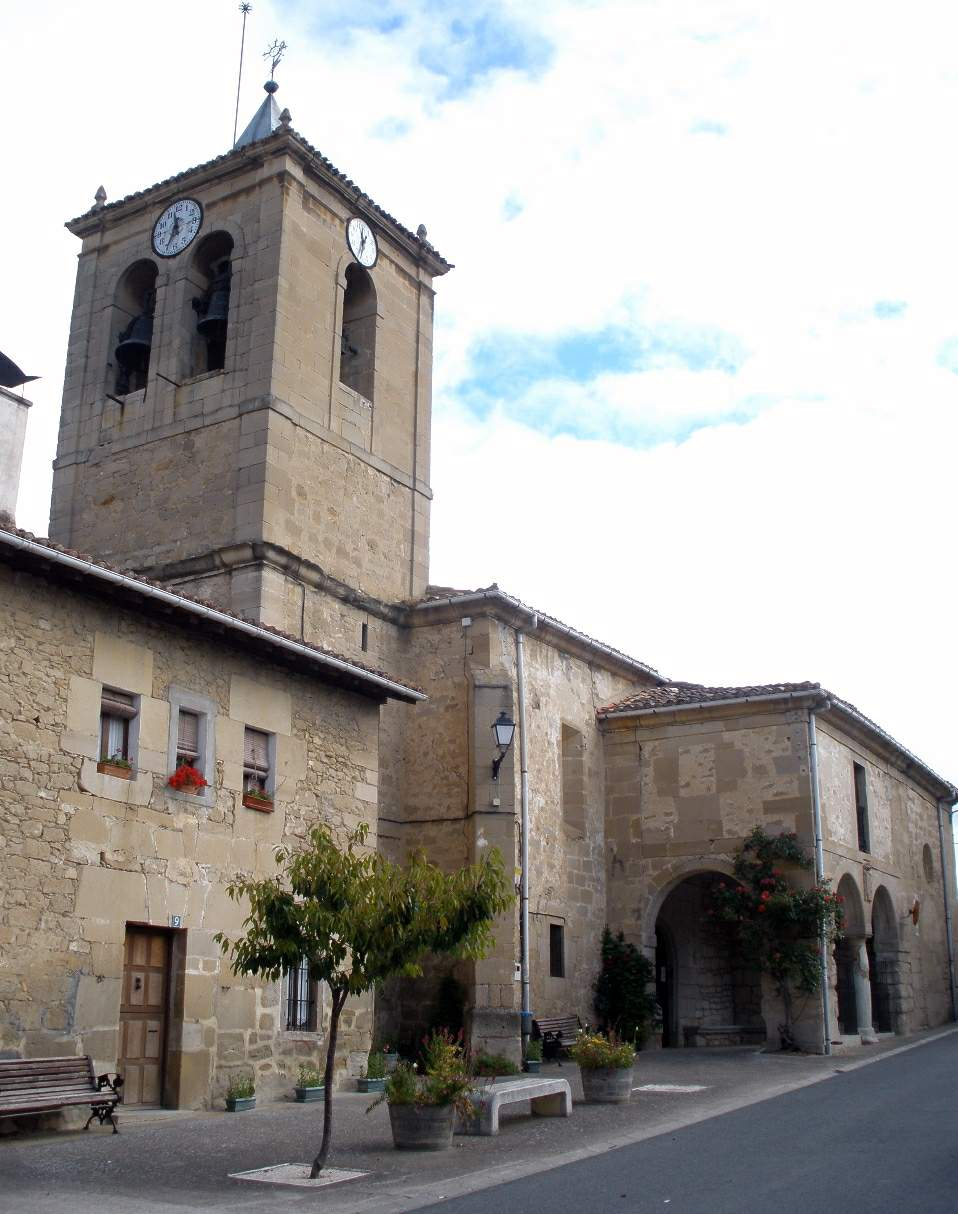
Iglesia de San Andrés

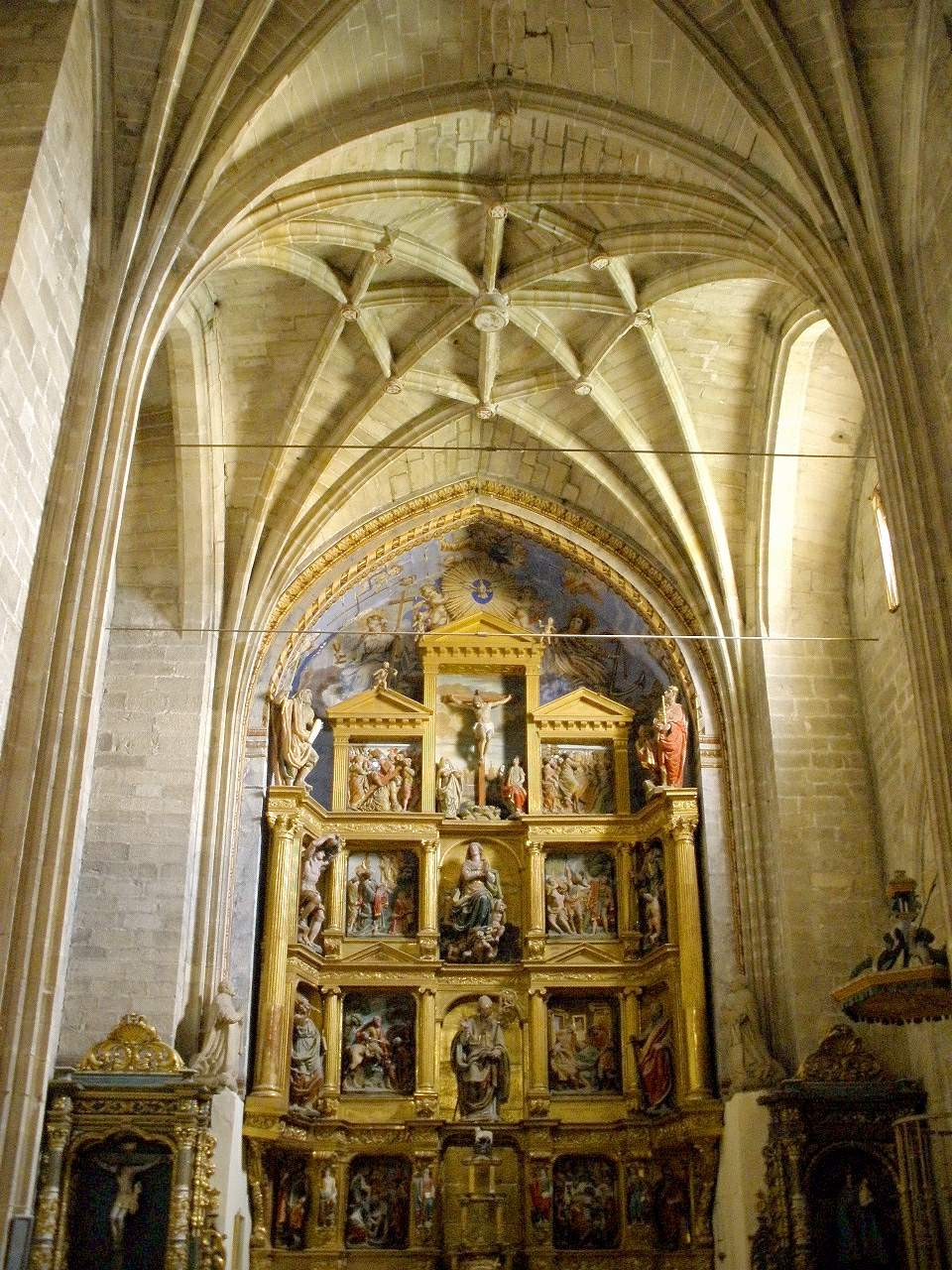
Estavillo – Iglesia de San Martín

Kelten, Römer, Westgoten und Mauren hinterließen keine archäologisch verwertbaren Spuren, doch lag der Ort an einer von Astorga (Asturica Augusta) über Agurain nach Bordeaux (Burdigala) führenden Römerstraße. Die Region gehörte seit dem Jahr 756 zum Emirat von Córdoba; nach der Rückeroberung (reconquista) durch die Christen im Jahr 824 gehörte das Gebiet zum Königreich Pamplona, aus welchem später das Königreich Navarra hervorging. Der Ort wird erstmals unter dem Namen Aramignon um das Jahr 1025 in einer Urkunde des Klosters San Millán de la Cogolla erwähnt. Alfons VIII. von Kastilien eroberte um das Jahr 1200 den Westen Navarras. Armiñón selbst wurde im Jahr 1274 durch König Sancho IV. von Kastilien mit Privilegien (fueros) ausgestattet.

## Sehenswürdigkeiten
- Ältestes Bauwerk des Ortes ist die sechsbogige – vielleicht ursprünglich römische, aber immer wieder erneuerte – Brücke über den Río Zadorra, die später auch von den Jakobspilgern genutzt wurde.[5]
- Die mittelalterliche Iglesia de San Andrés wurde später durch Bauteile aus der Renaissance und dem Barock ergänzt.
- Aus dem 17. Jahrhundert stammt der mit steinernen Wappenschilden versehen Palacio del Marques de Terán.

Umgebung
- Die Iglesia de San Martín im gut 1 km nordöstlich gelegenen und bereits im Jahr 871 urkundlich erwähnten Dorf Estavillo verfügt über ein schönes Portal im Stil der Spätgotik mit mehreren Archivolten und einem alles überfangenden Kielbogen. Das Kirchenschiff (nave) ist sterngewölbt; in der flach geschlossenen Apsis steht ein imposantes Altarretabel (retablo) aus der Zeit der Renaissance mit zahlreichen Figuren.[6]
- Im Weiler Lacorzana steht ein spätmittelalterlicher Wehrturm, der zum Besitz der adligen Grundherrenfamilie Hurtado de Mendoza gehörte.[7]